# هوارد كيك
هوارد كيك (بالإنجليزية: Howard B. Keck)‏ هو شخصية أعمال أمريكي، ولد في 20 سبتمبر 1913 في ترينيداد في الولايات المتحدة، وتوفي في 14 ديسمبر 1996.